# En éxtasis
Az En éxtasis (jelentése spanyolul: ’Mámorban’) Thalía mexikói énekesnő 1995-ben megjelent latin popalbuma; Magyarországon 2001-ben adták ki. Az EMI Music kiadónál készített első stúdióalbuma, amely nemzetközi szólókarrierjének kezdetét jelentette. Thalía ezennel elismert producerekkel dolgozott együtt, mint Emilio Estefan (a kubai énekesnő, Gloria Estefan férje) és Óscar López, aminek köszönhetően Thalía Latin-Amerika egyik legjelentősebb énekesnőjévé vált. Az albumon különböző stílusok keverednek, a vidám latin táncoktól kezdve a balladákig.
Az En éxtasis 7. helyezést ért el a Billboard Latin Pop Albums listán, és 13. lett a Top Latin Albums listán. Hazánkban 10 héten keresztül szerepelt a hivatalos MAHASZ Top 40 lemezeladási listán, 7. csúcspozícióval. Az USA-ban dupla platinalemez lett.
| (spanyolul) «Es maravilloso, compartir las mejores experiencias de la vida, con personas que amas de verdad. Con mi gente, mi público, que me dan tanto amor y ganas de hacerlo todo cada vez mejor: ¡Los amo!» | (magyarul)„Csodálatos dolog megosztani a legjobb élettapasztalatokat olyan emberekkel, akiket igazán szeretsz. A népemmel, a közönségemmel, akik annyi szeretetet és kedvet adtak nekem, hogy mindent egyre jobban csináljak: szeretlek Titeket!” |
| – Thalía | |

## Az album dalai
1. Piel morena – „Barna bőr” (Kike Santander) 4:42
2. Juana – (Myra Stella Turner) 2:49
3. Quiero hacerte el amor – „Szeretkezni akarok veled” (Daniel García / Mario Schajris) 3:59
4. Amándote – „Téged szeretve” (A.B. Quintanilla III / Ricky Vela) 3:48
5. Llévame contigo – „Vigyél magaddal” (Adrián Possé / Rolando Hernández) 3:51
6. Me erotizas – „Erotikus vágyakat keltesz bennem” (Vline Buggy / Julien Lepers / Thalía Sodi) 4:49
7. Gracias a Dios – „Hála Istennek” (Juan Gabriel) 4:01
8. Lágrimas – „Könnyek” (Thalía Sodi / Áureo Baqueiro) 4:29
9. Te quiero tanto – „Annyira szeretlek” (Eddie Sierra) 3:11
10. Te dejé la puerta abierta – „Nyitva hagytam neked az ajtót” (Adrián Possé / B.B. Muñoz) 3:08
11. Fantasía – „Fantázia” (Gabriela Anders) 4:17
12. Me faltas tú – „Nekem Te hiányzol” (Kike Santander) 5:10
13. Piel morena (Remix) (Kike Santander) 6:43
14. María la del barrio – „A María a külvárosból” (Viviana Pimstein / Francisco Navarrete) 3:53[4]

Az albumról három dalhoz – Piel morena, Gracias a Dios és Amándote – készült videóklip.

## Kritika
Az En éxtasis Thalía bemutatkozó albuma az EMI-nál, óriási előrelépés a karrierjében. A korábbi, Fonovisa által kiadott albumai sikeresek voltak ugyan Mexikóban, de inkább az énekesnő hírneve miatt, nem azért, mintha valóban jó albumok lettek volna: szegényesen megírt, még szegényesebben elkészített lemezek.
Az En éxtasis az első olyan album, melyen Thalía jól megírt, lendületes dalokat énekelhet. Néhányuknál – például a Piel morena és a Me faltas tú – olyan neves latin producerekkel dolgozhatott, mint Emilio Estefan Jr., illetve Kike Santander szerző. Egy dalt – Amándote – a leendő Kumbia Kings együttes tagja, A. B. Quintanilla III írt, a Gracias a Dios pedig a legendás Juan Gabriel szerzeménye. Természetesen akad néhány felejthető szám, amit csak helykitöltőnek szántak, ahogy minden albumon, de Thalía főként első osztályú dalokat énekel, és még sosem volt olyan jó az összhatás, mint itt. A fent külön is említett dalok mind kiválóak, és kiváló a María la del barrio, Thalía egykori telenovellájának fülbemászó főcímdala is. Talán a Piel morena a lemez legjelentősebb száma, nemcsak az album lendületes nyitódala lévén, hanem mert ez volt az énekesnő első nemzetközi nagy sikere is, amivel felkerült a Billboard Top Latin Songs listájára, amit az évtized végéig Thalía uralt.
Az En éxtasist nem lehet egyetlen kategóriába sem igazán besorolni, változatos zene, különböző latin stíluselemekkel (cumbia, pop, salsa stb.), mindenből van benne egy kicsi, ami jó a latin zenében. Összességében az En éxtasis Thalía első igazán figyelemre méltó albuma.